# Boturići, Bijelo Polje
Boturići este un sat din comuna Bijelo Polje, Muntenegru. Conform datelor de la recensământul din 2003, localitatea are 131 de locuitori (la recensământul din 1991 erau 189 de locuitori).

## Demografie
În satul Boturići locuiesc 96 de persoane adulte, iar vârsta medie a populației este de 35,8 de ani (37,2 la bărbați și 34,4 la femei). În localitate sunt 40 de gospodării, iar numărul mediu de membri în gospodărie este de 3,28.
Populația localității este foarte eterogenă.
|  |

| Demografie | Demografie | Demografie |
| An         | Locuitori  | Locuitori  |
| ---------- | ---------- | ---------- |
|            |            |            |
|            |            |            |
|            |            |            |
|            |            |            |
| 1948       | 233        |            |
| 1953       | 260        |            |
| 1961       | 265        |            |
| 1971       | 272        |            |
| 1981       | 225        |            |
| 1991       | 189        | 189        |
| 2003       | 160        | 131        |

| \| Componența etnică conform recensământului din 2003[2] \| Componența etnică conform recensământului din 2003[2] \| Componența etnică conform recensământului din 2003[2] \| Componența etnică conform recensământului din 2003[2] \| Componența etnică conform recensământului din 2003[2] \| \| ----------------------------------------------------- \| ----------------------------------------------------- \| ----------------------------------------------------- \| ----------------------------------------------------- \| ----------------------------------------------------- \| \| \| \| \| \| \| \| Sârbi \| Sârbi \| \| 51 \| 38,93% \| \| Bosniaci \| Bosniaci \| \| 44 \| 33,58% \| \| Musulmani \| Musulmani \| \| 29 \| 22,13% \| \| Muntenegreni \| Muntenegreni \| \| 7 \| 5,34% \| \| necunoscută \| necunoscută \| \| 0 \| 0% \| |              |  |    |        |
| Componența etnică conform recensământului din 2003 |              |  |    |        |
| |              |  |    |        |
| Sârbi | Sârbi        |  | 51 | 38,93% |
| Bosniaci | Bosniaci     |  | 44 | 33,58% |
| Musulmani | Musulmani    |  | 29 | 22,13% |
| Muntenegreni | Muntenegreni |  | 7  | 5,34%  |
| necunoscută | necunoscută  |  | 0  | 0%     |